# Berthold Beitz
Berthold Beitz, född 26 september 1913 i Bentzin, provinsen Pommern, död 30 juli 2013 i Kampen (Sylt) på Sylt, Schleswig-Holstein, var en tysk företagsledare, VD för Kruppkoncernen och en av de mest inflytelserika inom tyskt näringsliv efter andra världskriget.
Under andra världskriget verkade Beitz som chef för ett oljefält i Polen som nazisterna lagt under sig. 1944 kallades han in för krigstjänstgöring i Wehrmacht. Efter kriget tog den civila karriären fart då Beitz av den brittiska ockupationsmakten utsågs som ansvarig för ett försäkringsbolag som lagts under allierad kontroll. 1949 fortsatte karriären i försäkringsbolaget Iduna i Hamburg.
Beitz värvades av Alfried Krupp von Bohlen und Halbach 1953 för att vara med om återuppbyggnaden av koncernen efter kriget. Beitz hade ett framgångsrikt samarbete med Alfried Krupp och sågs som en modern och nytänkande företagsledare i den konservativa Kruppkoncernen och i det tyska näringslivet. 1967 var han med och bildade Alfried Krupp von Bohlen und Halbach-Stiftung som efter Alfried Krupps död 1967 blev ny ägare för Kruppkoncernen 1968. 1970 blev Beitz styrelseordförande för Kruppkoncernen. 1990 blev han hedersordförande för Krupp och från 1999 var han hedersordförande i ThyssenKrupp.
Beitz blev även känd för sitt engagemang inom idrott och kultur. Beitz var bland annat under många år varit medlem av Tysklands olympiska kommitté. Han satt sedan 1972 med i Internationella Olympiska Kommittén och var där hedersledamot sedan 1988.